# 나마즈에

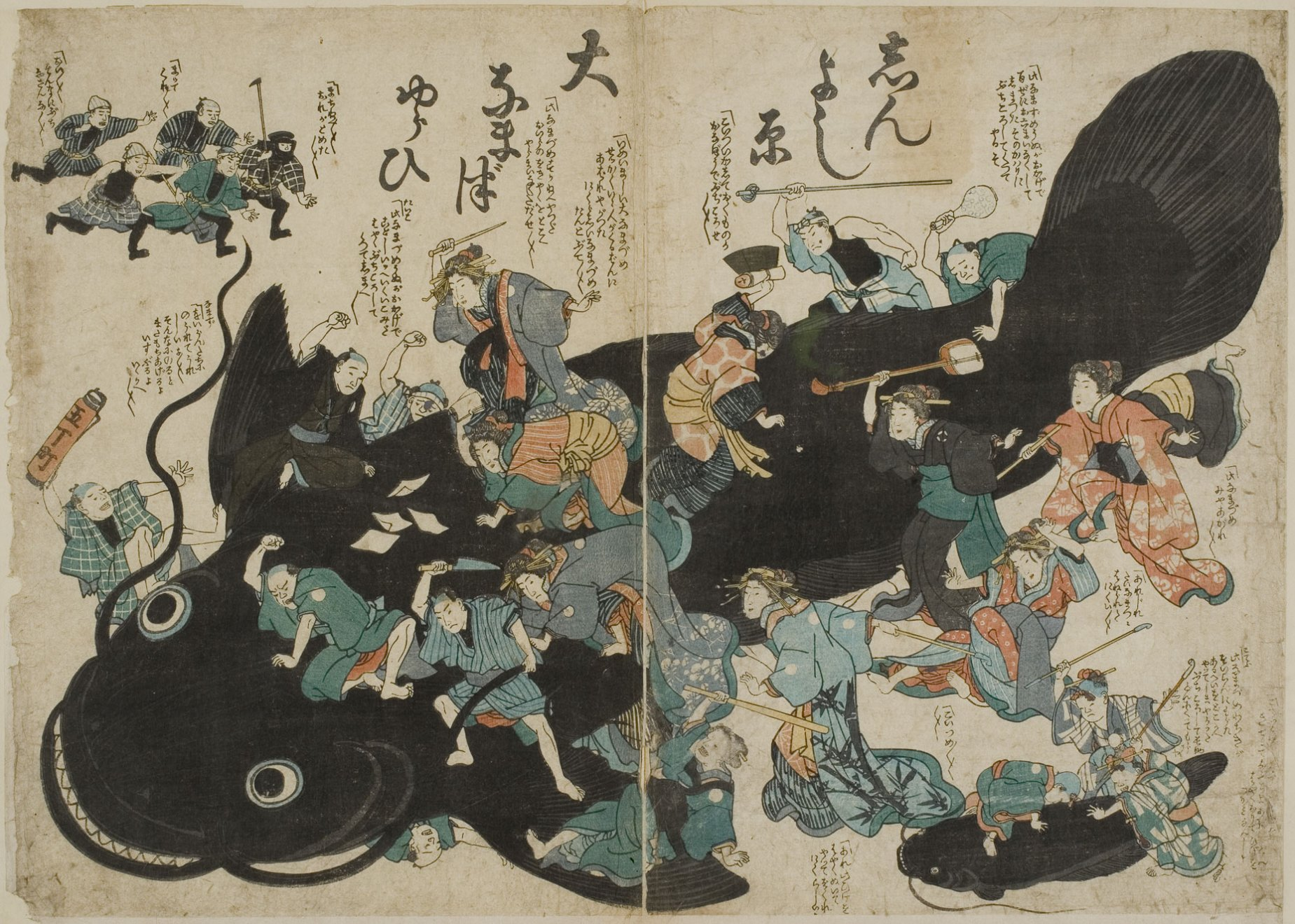
큰메기를 응징하는 사람들을 그린 나마즈에

나마즈에(일본어: 鯰絵)는 에도 시대 일본에서 메기를 소재로 하여 그려진 니시키에, 우키요에의 총칭이다. 큰메기(오오나마즈)가 지하에서 움직이면서 지진이 발생한다는 민간신앙에 뿌리를 두고 있으며, 1855년(안세이 2년) 10월 2일에 일어난 안세이 대지진 이후 에도를 중심으로 하여 많이 그려졌다.